# منجم جيكدونغ
منجم جيكدونغ للفحم Jikdong mine هو منجم فحم في كوريا الشمالية.
يقع في إقليم جنوب بيونغان.
تقدر احتياطات الفحم به: 330 مليون طن من الفحم البني، مما يجعله أحد أكبر مناحم الفحم البني في آسيا، وينتج حوالي مليون طن من الفحم سنوياً.